# تفنگ تک‌تیراندازی ام۲۱
تفنگ تک‌تیراندازی ام۲۱ (به انگلیسی: M21 Sniper Weapon System) یک اسلحه نیمه‌اتوماتیک تک‌تیراندازی است که با تغییراتی در تفنگ ام۱۴ ساخته‌شده و فشنگ‌خور آن برای فشنگ ۷٫۶۲×۵۱ میلی‌متری ناتو طراحی شده‌است.
نیروی زمینی ایالات متحده آمریکا از این اسلحه در جنگ ویتنام بهره‌گرفت. چند قبضه از این اسلحه هم در جنگ عراق مورد استفاده قرارگرفت.